# 小行星9525
小行星9525（英語：9525）是一颗围绕太阳公转的小行星。1981年3月1日，舒爾特·巴斯在赛丁泉山发现了此天体。
这颗小行星的绝对星等为61.89576786890909等。